# Technologie PAX
 (août 2025).
 (août 2025).
La mise en forme du texte ne suit pas les recommandations de Wikipédia : il faut le « wikifier ».
Les points d'amélioration suivants sont les cas les plus fréquents. Le détail des points à revoir est peut-être précisé sur la page de discussion.
- Les titres sont pré-formatés par le logiciel. Ils ne sont ni en capitales, ni en gras.
- Le texte ne doit pas être écrit en capitales (les noms de famille non plus), ni en gras, ni en italique, ni en « petit »…
- Le gras n'est utilisé que pour surligner le titre de l'article dans l'introduction, une seule fois.
- L'italique est rarement utilisé : mots en langue étrangère, titres d'œuvres, noms de bateaux, etc.
- Les citations ne sont pas en italique mais en corps de texte normal. Elles sont entourées par des guillemets français : « et ».
- Les listes à puces sont à éviter, des paragraphes rédigés étant largement préférés. Les tableaux sont à réserver à la présentation de données structurées (résultats, etc.).
- Les appels de note de bas de page (petits chiffres en exposant, introduits par l'outil «  Source ») sont à placer entre la fin de phrase et le point final[comme ça].
- Les liens internes (vers d'autres articles de Wikipédia) sont à choisir avec parcimonie. Créez des liens vers des articles approfondissant le sujet. Les termes génériques sans rapport avec le sujet sont à éviter, ainsi que les répétitions de liens vers un même terme.
- Les liens externes sont à placer uniquement dans une section « Liens externes », à la fin de l'article. Ces liens sont à choisir avec parcimonie suivant les règles définies. Si un lien sert de source à l'article, son insertion dans le texte est à faire par les notes de bas de page.
- La présentation des références doit suivre les conventions bibliographiques. Il est recommandé d'utiliser les modèles {{Ouvrage}}, {{Chapitre}}, {{Article}}, {{Lien web}} et/ou {{Bibliographie}}. Le mode d'édition visuel peut mettre en forme automatiquement les références.
- Insérer une infobox (cadre d'informations à droite) n'est pas obligatoire pour parachever la mise en page.

Pour une aide détaillée, merci de consulter Aide:Wikification.
Si vous pensez que ces points ont été résolus, vous pouvez retirer ce bandeau et améliorer la mise en forme d'un autre article.
PAX Technology est un fabricant chinois de terminaux de paiement, de claviers PIN et de matériel et logiciels de point de vente. La société a son siège social à Shenzhen, est cotée à la bourse de Hong Kong et vend ses produits dans le monde entier.

## Histoire
PAX Technology est fondée à Shenzhen (Chine) en 2000. Jack Lu et Tiger Nie sont actuellement[Quand ?] respectivement PDG du groupe et président du conseil d'administration.[réf. nécessaire]
En 2002, PAX est sélectionné comme fournisseur de terminaux EFTPOS pour China UnionPay Merchant Services et fournisseur pour Bank of China & Bank of Communications en 2004. En 2010, PAX a été cotée à la Bourse de Hong Kong.
En 2013, PAX est répertorié dans le classement Forbes Asia 200 Best Under A Billion Companies. En 2016, PAX a annoncé un partenariat stratégique avec Samsung pour mettre en œuvre la méthode de paiement Samsung Pay dans les terminaux de paiement PAX. Plus tard dans la même année, PAX a dévoilé son premier terminal intelligent Android.

### Préoccupations en matière de cybersécurité
En octobre 2021, Worldpay, Inc., une filiale de FIS, a commencé à supprimer les produits de point de vente PAX en raison de problèmes de cybersécurité.

### Raid fédéral dans les bureaux américains
Le 26 octobre 2021, il est signalé que des agents du Federal Bureau of Investigation (FBI) des États-Unis, du Department of Homeland Security (DHS) et d'autres responsables fédéraux ont perquisitionné les bureaux de PAX Technology à Jacksonville, en Floride. KrebsOnSecurity rapporte que le raid était lié à des informations selon lesquelles les systèmes de PAX pourraient avoir été impliqués dans des cyberattaques contre des organisations américaines et européennes,. À la suite du raid, un cadre supérieur en charge de la sécurité de PAX Technology a démissionné.